# Mitul Pământului plat

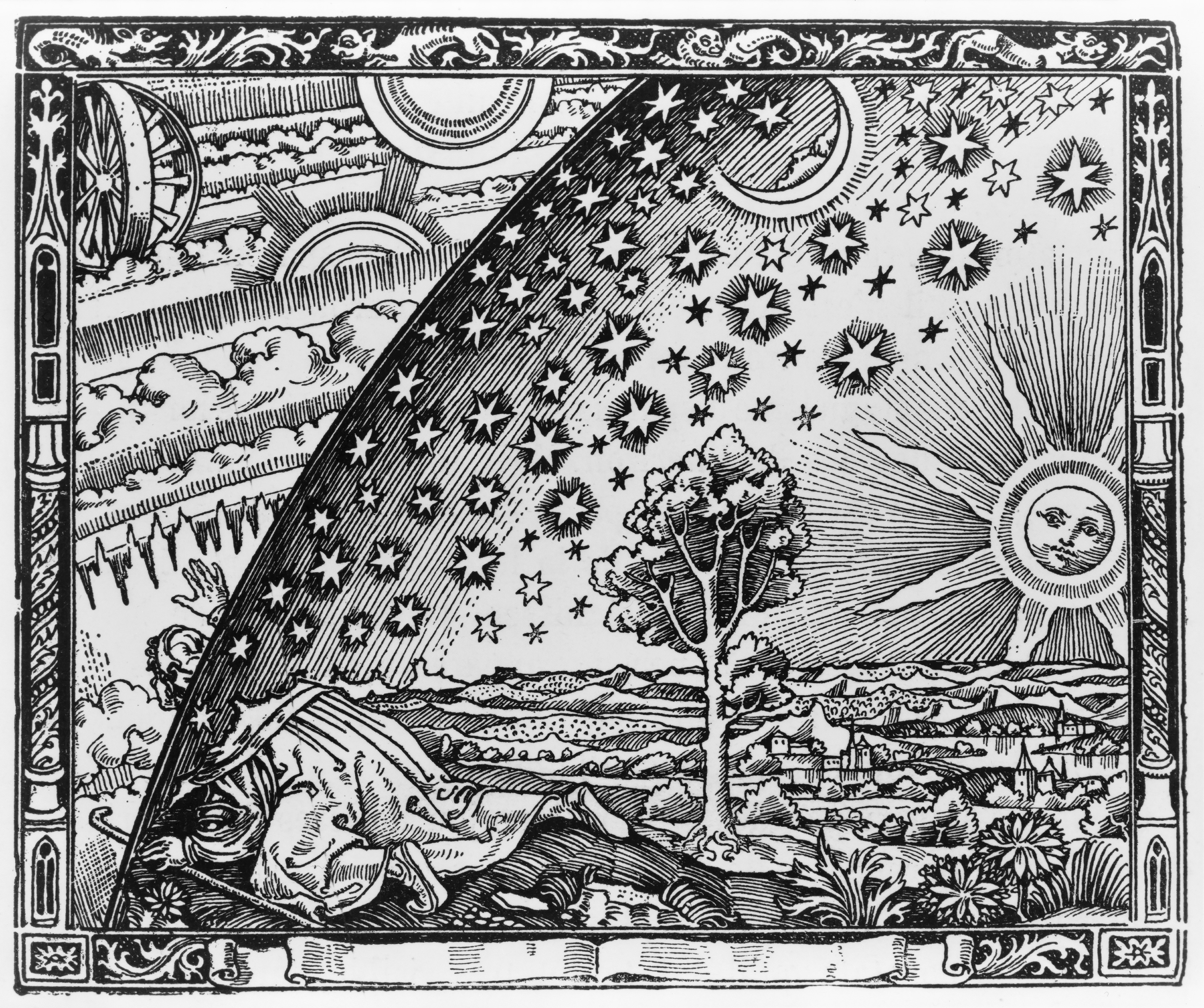
Faimoasa gravură a lui Flammarion „Pământul plat” a apărut în lucrarea lui Flammarion din 1888 L'atmosphère: météorologie populaire (p. 163)

Mitul Pământului plat este concepția modernă greșită că viziunea cosmologică majoră din Evul Mediu din Europa ar fi fost că Pământul ar fi plat, în loc de a fi sferic.
De-a lungul Evului Mediu aproape toți învățații susțineau viziunea Pământului sferic, exprimată inițial de grecii antici. Începând cu cel puțin din secolul al XIV-lea, credința în Pământul plat era virtual absentă printre cei educați, în ciuda imaginilor fantastice din artă, cum ar fi exteriorul faimosului triptic al lui Hieronymus Bosch Grădina desfătărilor umane, în care un Pământ în formă de disc este pictat drept plutind într-o sferă transparentă.
Conform lui Stephen Jay Gould, „nu a existat nicio perioadă de întuneric al Pământului plat printre învățați (indiferent de cum marile mase or fi gândit planeta atunci sau acum). Cunoașterea pe care o aveau grecii despre sfericitatea Pământului nu a apus niciodată, iar toți marii învățați medievali acceptau că Pământul e rotund drept fapt clar al cosmologiei.” Istoricii științei David Lindberg și Ronald Numbers arată că „nu prea exista niciun învățat creștin din Evul Mediu care să nu recunoască sfericitatea [Pământului] și ei chiar îi știau circumferința aproximativă”.
Istoricul Jeffrey Burton Russell afirmă că acest mit a înflorit între 1870 și 1920, având de a face cu contextul ideologic creat de lupta pentru afirmarea teoriei evoluției. Russell afirmă „cu extrem de puține excepții, nicio persoană educată din istoria civilizației occidentale nu credea în Pământul plat, începând cu secolul al III-lea î.Hr.”, și atribuie popularizarea mitului Pământului plat istoriilor lui John William Draper, Andrew Dickson White și Washington Irving.

## Istoric
În Inventing the Flat Earth: Columbus and Modern Historians, Jeffrey Russell descrie teoria Pământului plat drept o fabulă folosită pentru a ataca civilizația pre-modernă și creaționismul.
James Hannam a scris:
„Mitul că oamenii din Evul Mediu credeau că Pământul ar fi plat pare să dateze din secolul al XVII-lea ca parte a unei campanii a protestanților contra dogmelor catolice. Dar el a căpătat adepți în secolul al XIX-lea, mulțumită istoriilor eronate cum ar fi lucrarea lui John William Draper History of the Conflict Between Religion and Science (1874) și cea a lui Andrew Dickson White A History of the Warfare of Science with Theology in Christendom (1896). Ateii și agnosticii au susținut teza conflictului în scopuri proprii, dar cercetarea istorică a demonstrat treptat că Draper și White au propagat mai multe fantezii decât fapte reale în efortul lor de a dovedi că știința și religia sunt în mod etern încleștate în conflict.”

### La începutul Epocii Moderne
Dramaturgul francez Cyrano de Bergerac în capitolul 5 din a sa Comical History of the States and Empires of the Moon (publicată la doi ani după moartea sa, adică în 1657) îl citează pe Sf. Augustin drept afirmând „că în această zi Pământul era la fel de plat precum un capac de oală și plutea pe apă precum o jumătate de portocală.” Robert Burton, în a sa The Anatomy of Melancholy scria:
„Virgil, cândva episcop de Salzburg (după cum scria Aventinus anno 745), a fost chemat de Bonifaciu, episcop de Mainz, să dea seama, deoarece susținea existența antipozilor și deci prin astfel de mijloace a furat locul iadului, sau a comprimat astfel Pământul încât nu mai era pe potriva cerului și contrazicea opinia lui Austin [Sf. Augustin], Basil, Lactanțiu, care credeau că Pământul era rotund ca un fund de lemn (pe care Acosta și bunul simț le cam confundă) dar nu ca o bilă.”
Deci, există dovezi că acuzațiile de Pământ plat, deși un pic obscure (Burton își sfârșește digresiunea printr-un citat real din Sf. Augustin: „Mai bine ne-ndoim de lucrurile ascunse decât să ne certăm pe lucruri incerte, cum ar fi unde sunt sânul lui Avraam și focul iadului”) au fost folosite pentru a discredita autoritățile câteva secole înaintea secolului al XIX-lea. Altă mențiune timpurie din literatură este comedia lui Ludvig Holberg Erasmus Montanus (1723). Erasmus Montanus întâlnește opoziție considerabilă când susține că Pământul ar fi rotund, deoarece toți țăranii cred că el este plat. Lui nu i se permite căsătoria cu logodnica sa până nu strigă „Pământul este plat precum o clătită”. În cartea lui Thomas Jefferson Notes on the State of Virginia (1784), structurată drept răspunsuri la o serie de întrebări, Jefferson folosește întrebarea referitoare la religie pentru a ataca ideea de religii oficiale sponsorizate de stat. Într-un capitol, Jefferson relatează o serie de credințe oficiale eronate referitoare la natură pe care autoritățile îi silesc pe oameni să le accepte. Una din aceastea este episodul luptei lui Galileo cu autoritățile, pe care Jefferson în mod eronat o redă drept asupra formei globului:
„Guvernul este la fel de infailibil când fixează sistemele din fizică. Galileo a fost dat pe mâna Inchiziției pentru a fi afirmat că Pământul era o sferă: guvernul declarase că trebuie să fie la fel de plat precum un fund de lemn, iar Galileo a fost obligat să abjure greșeala sa. În cele din urmă această eroare a câștigat, iar Pământul a devenit un glob și Descartes declara că el se rotea în jurul axei sale datorită vortexurilor.”

### Secolul al XIX-lea
Secolul al XIX-lea a fost o perioadă în care imaginea antagonismului dintre știință și religie a fost foarte puternică. Disputele cu privire la revoluția științifică inițiată de Darwin au contribuit la nașterea tezei conflictului, o viziune asupra istoriei în care orice interacțiune dintre religie și știință ar duce inevitabil la ostilități deschise, de obicei religia având rolul de agresor contra noilor idei științifice.

#### Biografia lui Columb, scrisă de Irving
În 1828, Washington Irving a scris biografia foarte romanțată A History of the Life and Voyages of Christopher Columbus, ea fiind publicată drept lucrare academică și eronat considerată astfel de către mulți. În Cartea a II-a, capitolul IV al acestei biografii Irving a redat în mod preponderent ficțional întrunirile unei comisii numită de suveranii spanioli pentru a examina propunerile lui Columb. Una din ficțiunile sale exagerate era o poveste extrem de improbabilă că membrii mai ignoranți și mai bigoți ai comisiei ar fi adus obiecții scripturale contra afirmației lui Columb că Pământul era sferic.
Problema lor din anii 1490 nu era forma Pământului, ci mărimea sa și poziția coastei de Est a Asiei, ceea ce de altfel Irving recunoaște în lucrare.  Estimatele datând de la Ptolemeu încoace plasau coasta Asiei la circa 180° Est de Insulele Canare. Columb a adoptat o idee mai timpurie (deja respinsă) de distanță de 225°, a adăugat 28° (bazat pe călătoriile lui Marco Polo) și a plasat apoi Japonia cu alte 30° mai la Est. Începând de la Capul Sf. Vincențiu din Portugalia, Columb a considerat Eurasia întinzându-se 283° spre Est, ceea ce lăsa Atlanticului doar 77°. Deoarece el plănuia să plece din Insulele Canare (9° ceva mai la Vest), călătoria lui spre Japonia ar fi cuprins doar 68° de longitudine.
Columb a asumat în mod greșit că mila la care se refereau estimatele arabe de 56⅔ mile pentru mărimea unui grad ar fi fost aceeași cu mila italiană (mult mai scurtă), de 1.480 metri (0,92 mi). Estimatul lui asupra mărimii gradului și a circumferinței Pământului era prin urmare cu 25% prea mică. Efectul combinat al acestor greșeli a fost că el a estimat distanța spre Japonia drept doar 5 000 km (sau doar spre marginea estică a Caraibelor) în timp ce mărimea adevărată era în jur de 20 000 km. Învățații spanioli s-ar putea să nu fi cunoscut distanța exactă spre coasta Asiei, dar ei credeau că e mult mai departe decât credea el; aceasta a fost baza criticii contra lui din Spania și Portugalia, fie venind din partea învățaților, fie din partea marinarilor.
Chestiunea în dispută nu era forma Pământului și nici ideea că plecând către Vest va ajunge cândva în Japonia și China, ci capacitatea navelor europene de a naviga până acolo doar pe ape. Navele mici din timpul respectiv (cele trei nave ale sale aveau între 20,5 și 23,5 m și aveau un personal de 90 de oameni) pur și simplu nu puteau căra suficientă mâncare și apă pentru a ajunge în Japonia. Navele sale de-abia au ajuns în estul Caraibelor. Deja echipajul era pornit pe răzmeriță, nu pentru că s-ar fi temut „să pice peste marginea Pământului”, ci pentru că aproape epuizaseră mâncarea și apa fără șanse de alimentare de pe apă. Ei erau aproape morți de foame. Ceea ce l-a salvat pe Columb a fost existența Americilor, pe care cei care au echipat navele nu o cunoșteau, tocmai în locul în care se aștepta să ajungă în Japonia. Posibilitatea de a realimenta navele cu apă și mâncare din Insulele Caraibe i-a permis să se întoarcă în siguranță în Europa. Altfel echipajul ar fi murit, iar navele ar fi fost pierdute.

#### Popularizatorii științei
În 1834, la câțiva ani după publicarea cărții lui Irving, Jean Antoine Letronne, un universitar francez cu idei puternic antireligioase, i-a caricaturizat pe Părinții  Bisericii și pe continuatorii lor medievali drept crezând în Pământul plat în a sa On the Cosmographical Ideas of the Church Fathers. Apoi în 1837, filozoful englez al științei William Whewell, în a sa History of the Inductive Sciences, l-a identificat pe Lactanțiu, autorul Institutiones Divinae (c. 310), și pe Cosmas Indicopleustes, autorul Christian Topography (c. 548), drept dovezi pentru credința medievală într-un Pământ plat. Lactanțiu fusese deja ridiculizat de Copernic în De revolutionibus din 1543 drept cineva care „Vorbește foarte copilărește despre forma Pământului atunci când ii ridiculizează pe cei care cred că Pământul are forma unui glob”.
Alți istorici l-au urmat rapid pe Whewell, deși nu au putut să identifice prea multe alte exemple. Chimistul american John William Draper a scris History of the Conflict between Religion and Science (1874), folosind teza că Părinții Bisericii credeau că Pământul ar fi plat drept dovadă a ostilității Bisericii față de progresul științific. Povestea referitoare la o credință solidă în Pământul plat a fost repetată de Andrew Dickson White în anul 1876 în lucrarea The Warfare of Science și consolidată douăzeci de ani mai târziu în cele două volume ale History of the Warfare of Science with Theology in Christendom, care exagera numărul și importanța adepților ei din Evul Mediu pentru a da apă la moară modelului lui White de conflict între dogmele teologice și progresul științific. Odată ce metafora lui Draper și lui White de conflict continuu între progresul științific din Iluminism și obscurantismul religios al Evului Întunecat a devenit acceptată pe larg, ea a răspândit teza credinței medievalilor în Pământul plat.
Gravura de largă circulație a unui om scoțând capul prin firmamentul care înconjoară Pământul pentru a observa Empireul, executată în stilul din secolul XVI a fost publicată în lucrarea lui Camille Flammarion L'Atmosphère: Météorologie Populaire (Paris, 1888, p. 163). Gravura ilustrează afirmația din text că un misionar medieval ar fi susținut că „a atins orizontul în locul în care Pământul și cerul se întâlnesc”. În original gravura includea o margine decorativă care o plasa în secolul XIX. În edițiile ulterioare, din care unele susțineau că gravura datează din secolul XVI, marginea fusese eliminată.

### Secolul XX și ulterior
Începând cu secolul XX, un număr de cărți și articole au documentat eroarea Pământului plat ca făcând parte din greșelile acceptate pe larg despre Evul Mediu. Atât cartea lui E. M. W. Tillyard The Elizabethan World Picture și cea a lui C. S. Lewis The Discarded Image sunt dedicate unei largi treceri în revistă a modului cum era văzut Universul în Renaștere și Evul Mediu, ambele discută pe larg cum clasele educate știau că lumea este rotundă. Lewis atrage atenția asupra faptului că în Divina Comedie a lui Dante, referitoare la o călătorie în infern, purgatoriu și cer Pământul este sferic, gravitația fiind înspre centrul Pământului. Când Diavolul este înghețat într-un bloc de gheață în centrul Pământului, Dante și Virgiliu se cațără pe bustul Diavolului pornind de la mijlocul acestuia, mijlocul său fiind situat în centrul Pământului.
Jeffrey Burton Russell a respins ponderea credinței medievale în Pământul plat într-o monografie și două articole. Louise Bishop afirma că aproape orice gânditor și scriitor din cei o mie de ani ai Evului Mediu susținea forma sferică a Pământului.
Deși acest mit a fost respins frecvent în lucrările istorice academice începând cu cel puțin 1920, el a persistat în cultura populară și în unele manuale școlare din secolul XXI. Un manual școlar american de Emma Miller Bolenius publicat în 1919 are această introducere pentru lectura pentru Ziua lui Columb (12 octombrie):
„Când trăia Columb oamenii credeau că Pământul ar fi plat. Ei credeau că Oceanul Atlantic ar fi plin de monștri mari, care le-ar fi mâncat navele și de cascade puternice pe care navele lor ar aluneca spre distrugere. Columb a trebuit să combată acest credințe prostești pentru a convinge oamenii să navigheze cu el. El era sigur că Pământul e rotund.”
 Edițiile anterioare ale lucrării lui Thomas Bailey The American Pageant afirmau că  „Marinarii superstițioși [din echipajul lui Columb] ... voiau să se răscoale ... deoarece le era frică de a nu trece de marginea lumii”; totuși, istoria nu a păstrat nimic în acest sens.
O trecere în revistă din 2009 a manualelor școlare din Austria și Germania a arătat că mitul Pământului plat devenise dominant în a doua jumătate a secolului XX și persista în cele mai multe din manualele de istorie pentru școlile germane și austriece.
În 1983 Daniel Boorstin a publicat o trecere în revistă a istoriei, The Discoverers, care afișa gravura lui Flammarion pe coperta sa și proclama că „din anul 300 d.Hr și până cel puțin 1300 ... credințele și dogmele creștine au suprimat imaginea folositoare asupra lumii  care fusese atât ... de scrupulos descrisă de geografii antici.” Boorstin a dedicat un capitol Pământului plat, în care îl descria pe Cosmas Indicopleustes drept fondatorul geografiei creștine. Modelul Pământului plat  fusese adesea în mod greșit considerat dogmă bisericească de cei care doreau să susțină că Biserica Catolică s-ar fi împotrivit progresului sau ar fi fost ostilă cercetărilor științifice. Această teză a fost repetată chiar în cercuri academice, cum ar fi în aprilie 2016, când profesorul de teologie de la Boston College și fostul preot Thomas Groome a susținut în mod eronat că „Biserica Catolică nu a afirmat niciodată că Pământul ar fi rotund, ci doar s-a oprit din a spune că este plat.”
În cântecul popular din 1937 They All Laughed există cupletul „Toți au râs de Cristofor Columb/Când el a spus că lumea e rotundă”. În desenul animat de la Warner Bros. Merrie Melodies numit Hare We Go (1951) Cristofor Columb și Ferdinand cel Catolic se certau despre forma Pământului, regele susținând că este plat. În desenul animat de la Walt Disney din 1963 The Sword in the Stone, vrăjitorul Merlin (care călătorise în viitor) îi explică tânărului Artur că „un om va descoperi în secolele următoare” că Pământul este rotund și că se rotește.

## Istoriografia mitului Pământului plat

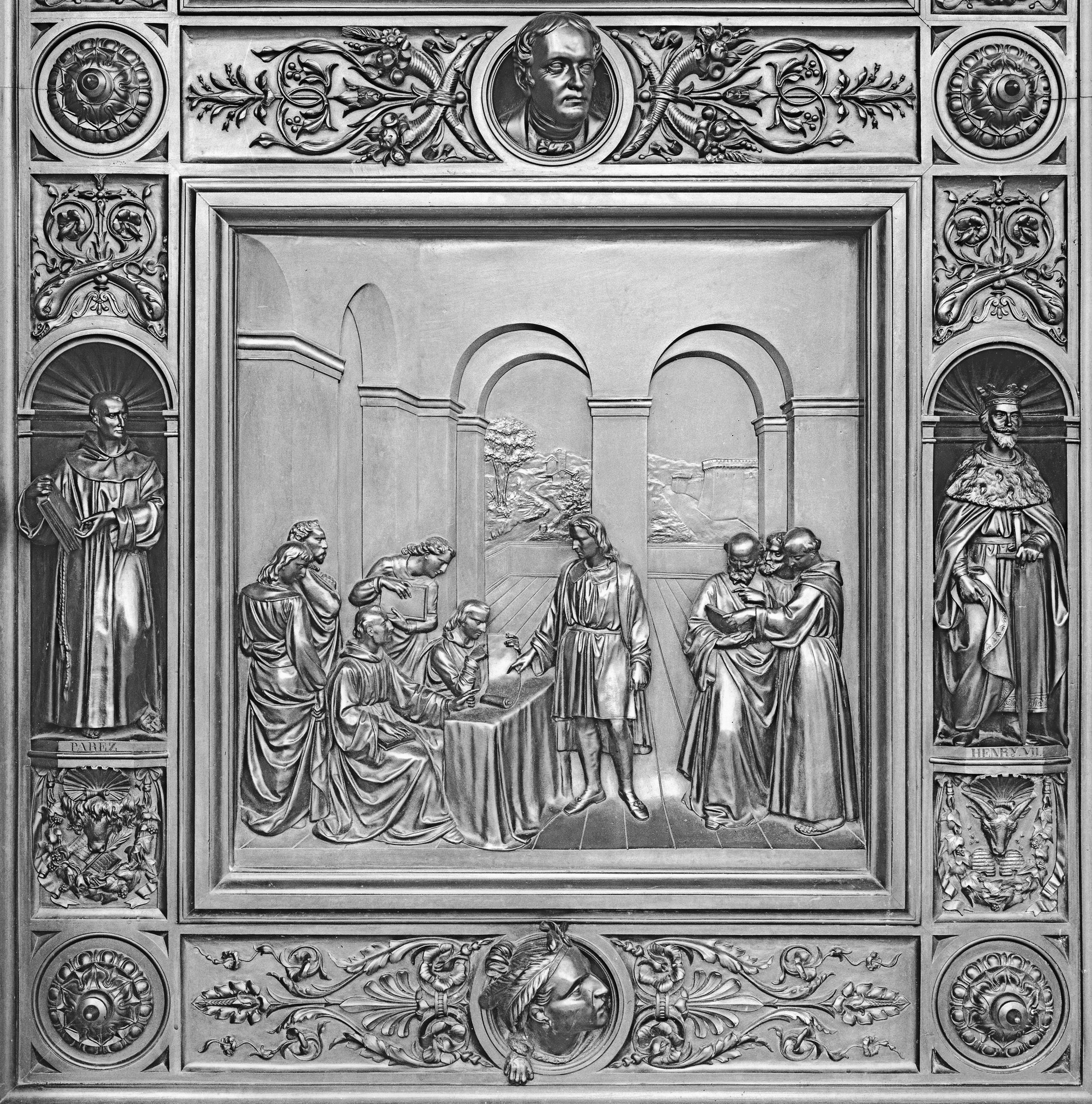
Ușă ornamentală (1871) din Capitoliul SUA zugrăvind Consiliul de la Salamanca

Istoricii au identificat un număr de circumstanțe istorice care au contribuit la ivirea și larga acceptare a mitului Pământului plat. Istoricul american Jeffrey Burton Russell a trasat originile acestuia din secolul al XIX-lea la ceea ce a numit Eroarea Plată a unui grup de savanți anticlericali francezi, în special Antoine-Jean Letronne și, indirect, la profesorii săi Jean-Baptiste Gail și Edme Mentelle. Mentelle a descris Evul Mediu ca douăsprezece secole de ignoranță, de „noapte profundă”, o temă exemplificată de mitul Pământului plat din lucrarea lui Letronne "On the Cosmological Opinions of the Church Fathers".
Istoricul științei Edward Grant a observat un teren fertil pentru dezvoltarea acestui mit într-un atac mai general asupra Evului Mediu și a gândirii scolastice, care poate fi trasat Francesco Petrarca în secolul XIV. Grant observă „unul din cele mai extreme atacuri la adresa Evului Mediu” în lucrarea lui Draper History of the Intellectual Development of Europe, care a apărut cu un deceniu înainte ca Draper să prezinte acest mit în a sa History of the Conflict Between Religion and Science.
Motivele lui Andrew Dickson White au fost mai complexe. El a fost primul președinte al Cornell University, și a pledat ca ea să fie liberă de influențe religioase pentru a fi un „loc de adăpost pentru știință”. În plus, el era un ferm darwinist, văzând în clerici oponenții principali ai evoluției darwiniste și a căutat să proiecteze acel conflict dintre teologie și știință asupra întregii epoci creștine. Dar așa cum au subliniat unii istorici, conflictul din secolul al XIX-lea despre darwinism încorpora dispute despre relațiile dintre autoritatea oamenilor de știință și cea a clericilor în domeniile științei și educației. White a exprimat aceasta în prefața la a sa History of the Warfare of Science and Theology in Christendom, în care a explicat lipsa de educație avansată din multe colegii și universități americane prin „caracterul lor sectar”.
Mitul Pământului plat, la fel ca alte mituri, a preluat forme artistice prin multe opere de artă care îl arată pe Columb drept apărător al sfericității Pământului în fața Consiliului din Salamanca. Artiștii americani l-au zugrăvit pe un puternic Columb înfierând „prejudecățile, erudiția amestecată cu ignoranță și bigotismul pedant” al clericilor. Abrams vede în asta imaginea unui erou romantic, un practic om de afaceri și un yankeu întreprinzător ca fiind menite să placă americanilor din secolul XIX.
Russell sugera că eroarea Pământului plat a entuziasmat imaginația modernă datorită prejudecăților și prezentismului. El menționa cu precădere „prejudecățile protestanților cu privire la Evul Mediu privit drept catolic ... prejudecățile raționaliste contra iudeo-creștinătății ca întreg” și „premiza superiorității punctelor 'noastre' de vedere asupra celor ale culturilor anterioare”.